# Eleutherococcus
- Commons
- Wikispecies

Eleutherococcus é um género botânico pertencente à família Araliaceae.